# Grandes Momentos do Esporte
Grandes Momentos do Esporte foi uma programa de esporte brasileiro, estilo revista eletrônica, exibido pela TV Cultura.
Idealizado pelo jornalista Michel Laurence, foi exibido pela primeira vez em 1984 sob o nome Grandes Momentos Esportivos.
Amparado por um farto e exclusivo material de arquivo, o programa resgatava acontecimentos e personagens importantes da história do esporte brasileiro, em especial tendo no futebol seu carro-chefe, caracterizando-se ainda pelas reportagens especiais, com edição elaborada e abordagem semelhante ao documentário.
O programa teve como apresentadores nomes como Luis Alberto Volpe, Gerson de Araújo, Celso Miranda, Vladir Lemos e Hélio Alcântara.
A atração foi extinta pela TV Cultura em março de 2012.